# Akustická kočka
Akustická kočka byl projekt CIA v 60. letech 20. století, jehož cílem bylo využití koček ke špionáži Kremlu a sovětských velvyslanectví. Během hodinu trvající operace veterinární chirurg implantoval mikrofon do kočičího ušního kanálku, malý rádiový vysílač k lebce a tenký drát do srsti. To by kočce umožnilo bez povšimnutí nahrávat a přenášet zvuk z okolí. Kvůli problémům s rozptýlením se musel kočičí smysl pro hlad odstranit v jiné operaci. Victor Marchetti, bývalý úředník CIA, sdělil že projekt Akustická kočka stál okolo 20 miliónů dolarů.
První misí Akustické kočky bylo odposlouchávat dva muže v parku před sovětským velvyslanectvím ve Washingtonu. Kočka byla vypuštěna poblíž, ale prakticky okamžitě jí srazil a údajně usmrtil projíždějící taxík. Tohle ale v roce 2013 popřel Robert Wallace, bývalý ředitel oddělení technických služeb CIA, který uvedl, že projekt byl zrušen kvůli obtížnosti trénování koček a že „kočce bylo vybavení vyoperováno, byla znovu sešita a poté vedla dlouhý a šťastný život“. Následující pokusy také selhaly. Krátce poté byl projekt prohlášen za neúspěšný a uzavřen.
Projekt byl oficiálně zrušen v roce 1967. Závěrečná zpráva uváděla, že výzkumníci CIA věřili že dovedou kočky vycvičit k přesunům na krátké vzdálenosti, ale „environmentální a bezpečnostní faktory při použití této techniky v reálném cizím prostředí nás nutí k závěru, že její využití pro naše [zpravodajské] účely není praktické“. Projekt byl odhalen veřejnosti v roce 2001, když došlo k odtajnění některých dokumentů CIA.